# Palazzetto di Tizio di Spoleto

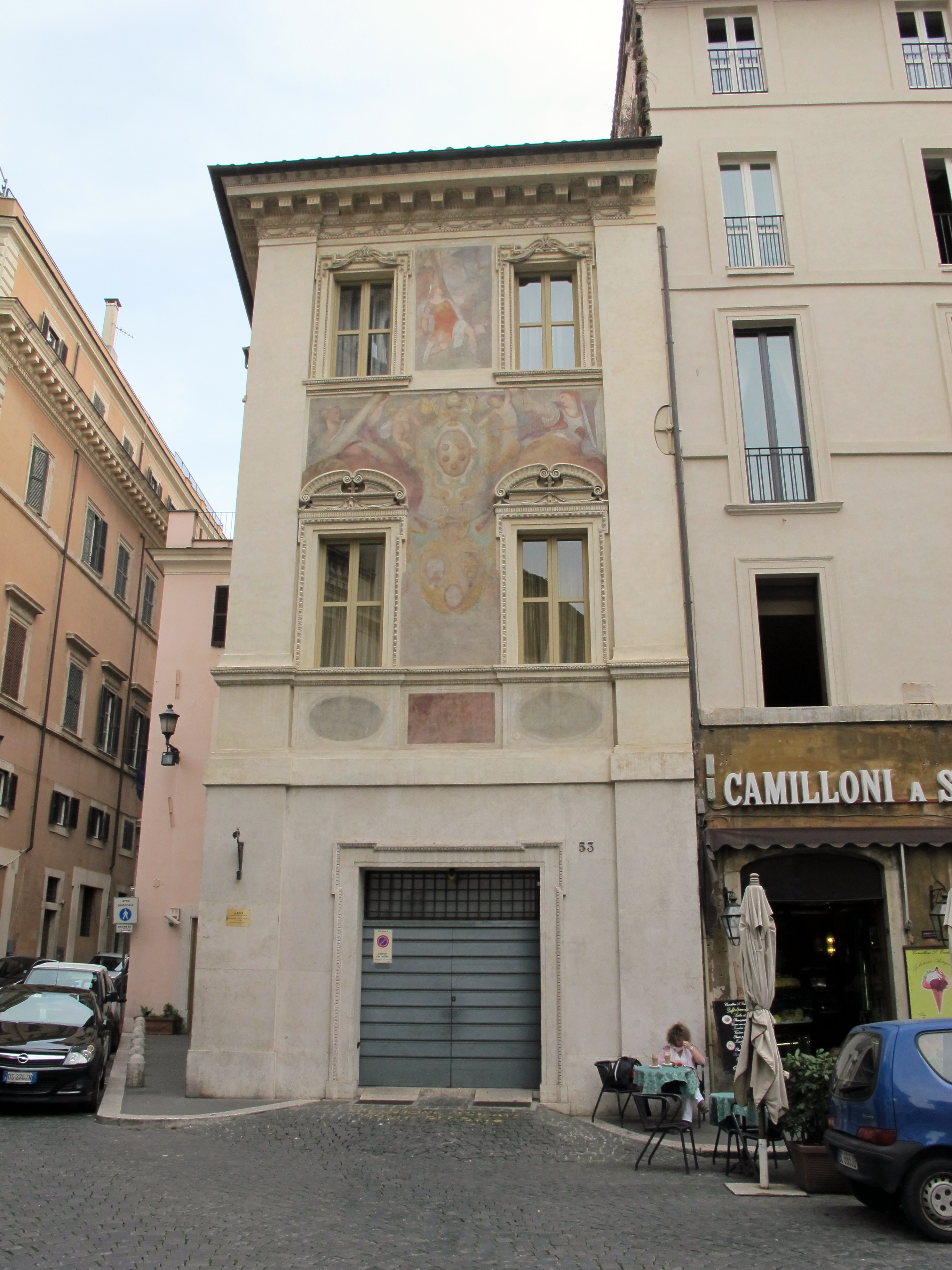
Vista do palacete.

Palazzetto di Tizio di Spoleto é um palacete maneirista localizado na esquina da Piazza Sant'Eustachio com a Via della Palombella, no rione Sant'Eustachio de Roma.

## História e decoração
O palacete foi construído em meados do século XVI para Tizio di Spoleto, mestre de câmara do cardeal Alessandro Farnese, o que explica a presença das flores-de-lis na decoração, um símbolo heráldico dos Farnese. A casa, com dois pisos com cornijas marcapiano decoradas em estuque, janelas proto-barrocas com arquitraves, festões e volutas, apresenta uma fachada decorada com belíssimos afrescos dos irmãos Tadeo e Federico Zuccari, ainda hoje bem visíveis e em ótimo estado de conservação, graças também a uma recente restauração; coroando-a está um beiral com mísulas com uma faixa ricamente decorada. Na fachada está também o brasão do papa Pio IV Medici indicando a data de 1549 (o ano de sua eleição) como data do término da construção
Os afrescos entre as janelas do último piso contam a história de Santo Eustáquio, um soldado romano que estava caçando um veado, mas se recusou a matá-lo quando viu uma cruz em sua cabeça. Segundo a tradição, o evento ocorreu em Rupe di Guadagnolo. Entre as cenas estão seu batismo e seu martírio. Outros exemplos de palácios pintados em Roma são o Palazzo Ricci e o Palazzo Milesi.